# Der Schlachter

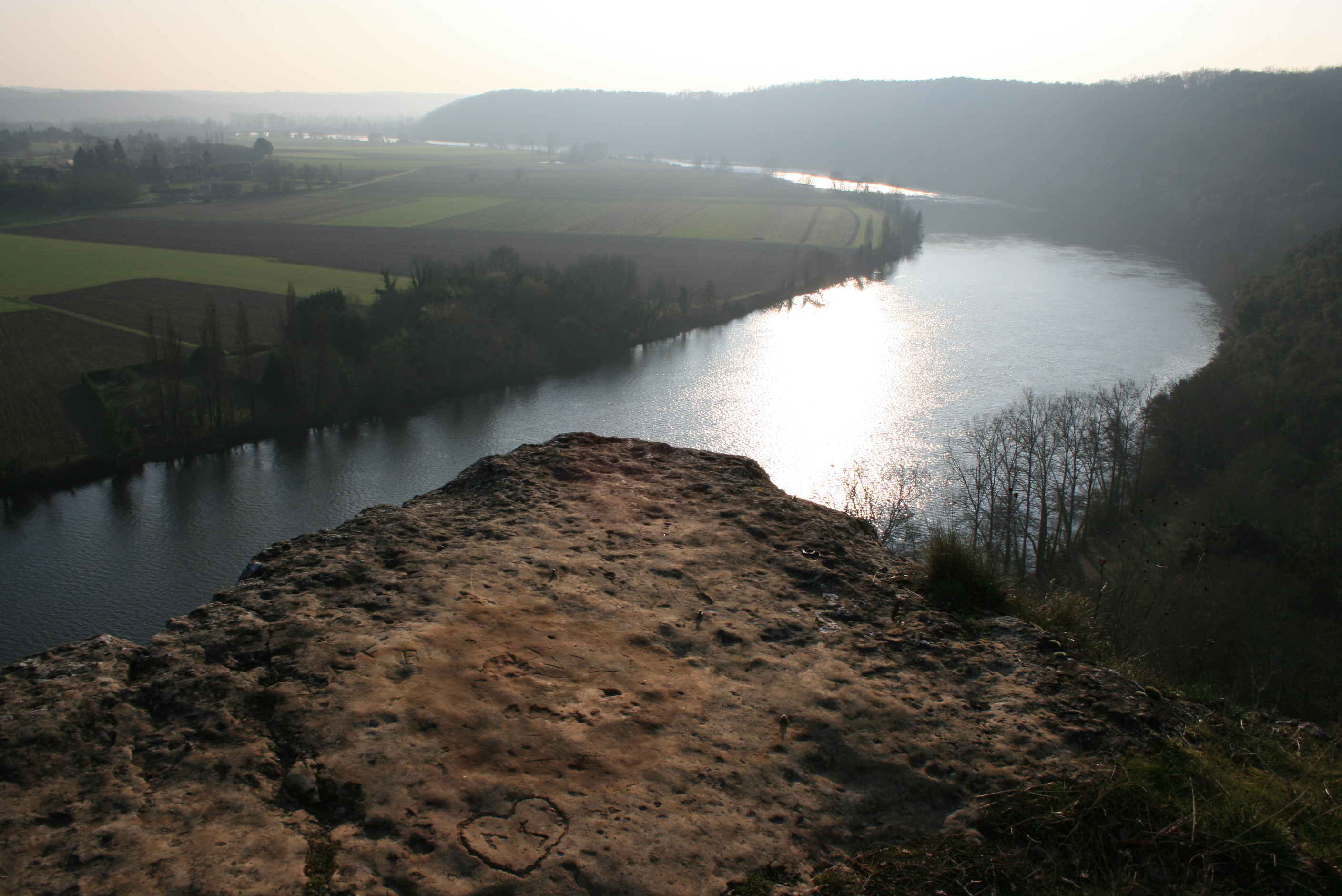
Ein Felsplateau oberhalb des Flusses Dordogne – Fundort der zweiten Leiche

Der Schlachter (Originaltitel: Le boucher) ist ein französisch-italienischer Kriminalfilm von Claude Chabrol aus dem Jahr 1970.

## Handlung
Hélène Daville arbeitet in einem Dorf im Périgord als Schulleiterin und bewohnt im Schulgebäude eine Wohnung. Immer perfekt gekleidet und frisiert, erscheint sie heiter und ausgeglichen. Sie folgt der gesellschaftlichen Erwartung an unverheiratete Lehrerinnen, bricht aber selbstbewusst auch Konventionen (beides im Dialog angesprochen): Sie raucht auf der Dorfstraße und hat offen freundschaftlichen Kontakt mit einem Mann, ohne dass die Dorfgemeinschaft das übelzunehmen scheint: Auf der Hochzeitsfeier eines Lehrerkollegen lernt Hélène den ungebildeten, oft vulgär, doch dann wieder liebenswürdig auftretenden Schlachter Paul Thomas näher kennen, der von allen am Ort Popaul genannt wird.
Popaul wurde autoritär erzogen, das heißt auch mit Schlägen. Er hat 15 Jahre lang als Schlachter in einer Versorgungseinheit der französischen Armee gedient, so auch im Algerienkrieg und im Indochinakrieg. Mehrmals erzählt er von traumatischen Erlebnissen, vom Anblick aufeinandergestapelter abgeschlagener Köpfe und der zugerichteten Körper dahingeschlachteter junger und alter Vietnamesinnen. Erst vor Kurzem ist er ins Dorf zurückgekehrt.
Popaul und Hélène pflegen aus beiderseitigem Antrieb freundschaftlichen Kontakt, bereiten gemeinsam Essen zu, gehen ins Kino. Zu seinem Geburtstag schenkt Hélène Popaul ein Feuerzeug; bei dieser Begegnung bestärkt sie auf seine zurückhaltende Frage hin, sie wolle nach einer schweren Enttäuschung keine romantische Beziehung mehr, sei glücklich mit dem derzeitigen Zustand.
Als nicht weit vom Ort ein erstochenes Mädchen gefunden wird, wird die Gendarmerie aus der nächstgrößeren Stadt hinzugezogen, die jedoch keinen Täter ermitteln kann. Nach einem Klassenausflug in eine Höhle mit altsteinzeitlichen Malereien finden Hélène und ihre Schüler die bestialisch zugerichtete Leiche einer Frau. Es handelt sich um die Ehefrau von Hélènes Kollegen, auf deren Hochzeit sich Hélène und Popaul kennengelernt hatten. Die Spuren am Tatort deuten darauf hin, dass der Mord erst unmittelbar zuvor geschehen sein muss. Neben der Toten liegt ein Feuerzeug, das genauso aussieht wie das, welches Hélène Popaul zum Geburtstag geschenkt hat. Hélène beschleicht ein furchtbarer Verdacht. Sie nimmt das Feuerzeug an sich und versteckt es bei sich zu Hause.
Als sie später am Abend allein in ihrer Wohnung ist, kommt Popaul überraschend mit einem Glas in Cognac eingelegter Kirschen zu Besuch, das er angeblich am selben Tag in Périgueux gekauft hat. Während sie die Kirschen essen, bleibt Hélène reserviert, was Popaul nicht entgeht. Als das Gespräch auf die ermordete Frau kommt, zeigt er sich angesichts von Hélènes Erschütterung fürsorglich, worauf Hélène zu weinen anfängt. Popaul reagiert verständnisvoll, ohne weiter zu fragen. Nachdem sich Hélène wieder gefasst hat, steckt sie sich eine Zigarette in den Mund und bittet Popaul um Feuer. Er holt ein Feuerzeug hervor, das offenbar Hélènes Geburtstagsgeschenk ist. Hélène verliert erneut die Fassung und weint in freudiger Erleichterung, da sie Popaul offensichtlich zu Unrecht verdächtigt hat; jedoch verschweigt sie die Ursache ihrer Tränen. An jenem Abend bietet Popaul Hélène an, die dringend ausstehenden Malerarbeiten in ihrer Wohnung durchzuführen. Unterdessen wird berichtet, dass sich ein dritter Mord mit denselben Tatmerkmalen in Périgueux ereignet habe.
Beim Streichen in Hélènes Wohnung entdeckt Popaul in einer Schublade zufällig das Feuerzeug vom Tatort und steckt es ein. Hélène bemerkt später den Verlust und erfährt von einem Schüler, der mit zusätzlichen Schulaufgaben in ihrer Wohnung beschäftigt war, dass nur Popaul das Feuerzeug mitgenommen haben könne. Als Popaul spätabends zur Schule zurückkommt und Hélène dringend sprechen will, gerät sie in Panik. Sie verriegelt alle Türen des Schulhauses. Popaul gelingt es trotzdem, in das Gebäude hineinzukommen. Er gesteht ihr die Morde und zeigt ihr die Tatwaffe, ein langes Messer. Die Vorstellung, dass Hélène wegen seiner schrecklichen Taten von ihm angewidert sein müsse, ist für ihn unerträglich. Sie schließt die Augen, auch das Bild blendet ab. Eine Aufblende zeigt ihn mit dem eigenen Messer im Bauch, anscheinend selbst vollzogen. Hélène zieht das Messer heraus, fährt ihn ins Krankenhaus. Auf dieser Fahrt gesteht Popaul Hélène seine Liebe, macht Andeutungen um seine Erlebniswelt, in der Blut eine große Rolle spielt. Im Krankenhaus richtet Popaul auf der Trage liegend eine letzte Bitte an Hélène, sie solle ihn küssen, und Hélène erfüllt seinen Wunsch. Sie blickt Popaul nach, bis er in einem Aufzug verschwindet und dessen Türen sich schließen. Visuell deutet eine rote Leuchtanzeige des Fahrstuhls ("occupé/besetzt"), erst blinkend, dann erleuchtet, dann erloschen, Popauls Tod an. Ein Sanitäter teilt Hélène mit, Popaul sei mit ihrem Namen auf den Lippen verstorben. Hélène verlässt das Krankenhaus und fährt mit ihrem Auto an einen Fluss. Sie steigt aus, lässt die Scheinwerfer eingeschaltet und sitzt noch beim Morgengrauen regungslos am Ufer.

## Produktion
Die Dreharbeiten fanden im September und Oktober 1969 in der kleinen, im Périgord gelegenen Ortschaft Trémolat statt. Nur zwei Drehorte lagen außerhalb von Trémolat: Die Höhlen, die Hélène mit ihren Schülern besucht, sind die „Grottes de Cougnac“, und das Krankenhaus, in das Hélène den tödlich verletzten Popaul fährt, ist das „Hôpital de Périgueux“.

## Kritiken
Das Lexikon des internationalen Films war der Ansicht, Chabrol nutze „den Kriminalfall zu einer erschütternden Parabel über die Macht des Bösen und die Zerbrechlichkeit menschlicher Ordnung“. Durch die vollkommene Balance von Form und Inhalt werde der Film „zu einem Höhepunkt des französischen Nachkriegsfilms“. Prisma bezeichnete den Film als „hervorragend umgesetzte[n] Psycho-Thriller […], der […] mit psychologischen Elementen spielt und einiges über die Macht des Bösen erklärt“. Für TV Spielfilm war es ein „subtiles, nie diffamierendes Porträt eines psychisch deformierten Menschen“ und ein „meisterlich nervenkitzelndes Psychogramm“.
Der Kritiker des Spiegel setzte andere Akzente: „In diesem Film, den selbst der erzkonservative ‚Figaro‘ als den ‚besten seit der Libération‘ (1945) empfand, verbindet Chabrol ein dokumentarisches Bild der Dordogne (Chabrol: ‚Das einzige französische Département, in dem die Leute noch glücklich sind‘) mit exakt programmierter Sozialkritik: [...] Chabrol erklärt die Untaten mit der autoritären Erziehung und den langen Kriegserlebnissen des Täters (‚Kameraden von mir sind einfach in der Sonne verfault‘), er kontrastiert sie durch Erzählungen von unkultivierten Cromagnonmenschen und charakterisiert die Rektorin durch eingestreute Balzac-Zitate (‚Als sie den Marquis sah ... hatte man bei ihr den Eindruck von Größe, durch welche auch die roheste Seele beeindruckt sein musste‘). Solche listigen, zudem in äußerst ästhetische Bilder gekleideten Kino-Werke haben Chabrol neuerdings die Feindschaft seiner alten ‚Cahiers du cinéma‘ eingetragen und deutsche Filmverleiher trotz eindeutiger Pariser Kassenerfolge ein für allemal abgeschreckt.“
Im Filmtip der Wochenzeitung Die Zeit hieß es zur ARD-Fernsehraufführung des Films im Januar 1971: „Hervorragend: [...] Die Ausweglosigkeit, in die Chabrol nun stets seine Figuren in präzisen, kühlen, dramatisch konkreten Beschaulichkeits- und Verstörungsbildern manövriert, ist freilich keine private Tragik, sondern das Ergebnis einer kalkulierten Radikalisierung, wie sie im Alltag Realität ist.“

## Auszeichnungen
- Festival Internacional de Cine de Donostia-San Sebastián 1970: Preis für Stéphane Audran als beste Darstellerin
- Bodil 1971: Bester europäischer Film
- Society of Film and Television Arts Awards 1973: Beste Hauptdarstellerin, Stéphane Audran